# Биоценометр
Биоценометр (от биоценоз + греч. μετρέω — измеряю) — прибор для количественных учётов наземных насекомых и других беспозвоночных, применяемый при экологических исследованиях.
Представляет  собой металлическую рамку в форме цилиндра или куба без дна, с ножами, врезающимися в землю, стенки и верх которого затянуты надевающимся сверху съемным матерчатым мешком из мелкой сетки или марли. Обычно размеры биоценометра составляют 50×50 см.
Биоценометр с надетым мешком бросают в случайном направлении,затем аккуратно срезают все растения под корень и завязывают в мешке. После этого с получившейся площади также производят забор почвенной пробы.
Растения и пойманных беспозвоночных тщательно извлекают из биоценометра, умерщвляют, подсчитывают по группам и видам, взвешивают и определяют относительную численность их и массу на единицу площади данного биотопа.
Определение и расчет делают на площадь и биомассу (живую и сухую) растительности, при этом одновременно анализируют количественно-процентно-видовое соотношение  и растений. Для наиболее точного проведения исследований, как правило производят забор по крайней мере трёх проб в одном фитоценозе. Исследования произведённые с помощью биоценометра дают наиболее точные результаты, но являются очень трудоёмкими